# Pterorhinus caerulatus
Pterorhinus caerulatus é uma espécie de ave da família Leiothrichidae.
Pode ser encontrada nos seguintes países: Butão, China, Índia, Myanmar, Nepal, Taiwan.
Os seus habitats naturais são: regiões subtropicais ou tropicais húmidas de alta altitude.